# Gye
Gye ist eine französische Gemeinde mit 281 Einwohnern (Stand 1. Januar 2022) im Département Meurthe-et-Moselle in der Region Grand Est (bis 2015 Lothringen). Sie gehört zum Arrondissement Toul und zum Kanton Toul.

## Geografie
Gye liegt neun Kilometer südlich von Toul auf einer Höhe zwischen 214 und 252 m über dem Meeresspiegel. Das Gemeindegebiet umfasst 6,51 km². In Gye befindet sich eine Mautstelle der Autoroute A31.

## Bevölkerungsentwicklung

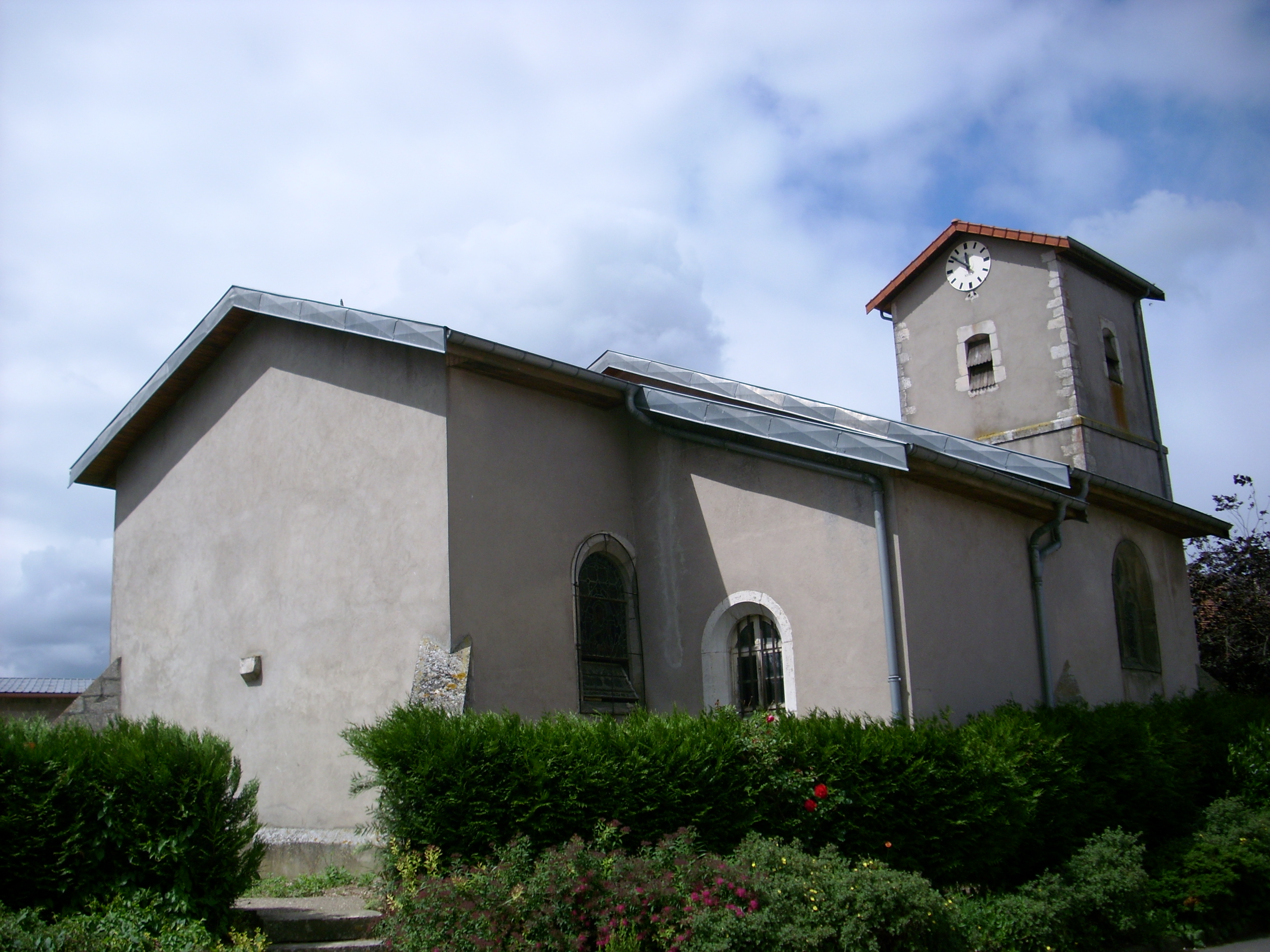
Kirche Saint-Mansuy in Gye

| Jahr      | 1962 | 1968 | 1975 | 1982 | 1990 | 1999 | 2007 | 2012 | 2019 |
| Einwohner | 118  | 114  | 120  | 104  | 111  | 187  | 190  | 207  | 272  |